# Лінас Пілібайтіс
Лінас Пілібайтіс (лит. Linas Pilibaitis, нар. 5 квітня 1985, Кретинга) — литовський футболіст, півзахисник клубу «Трансінвест».
Виступав, зокрема, за клуб «Дьйор», а також національну збірну Литви.
Семиразовий чемпіон Литви. Восьмиразовий володар Кубка Литви. Чемпіон Угорщини. Володар Суперкубка Угорщини. Володар Суперкубка Литви.

## Клубна кар'єра
У дорослому футболі дебютував 2002 року виступами за команду ФБК «Каунас», у якій провів чотири сезони, взявши участь у 53 матчах чемпіонату. За цей час тричі виборював титул чемпіона Литви.
Згодом з 2004 по 2008 рік грав у складі команд «Атлантас», «Гартс» та ФБК «Каунас». Протягом цих років додав до переліку своїх трофеїв ще один титул чемпіона Литви.
Своєю грою за останню команду привернув увагу представників тренерського штабу клубу «Дьйор», до складу якого приєднався 2008 року. Відіграв за клуб з Дьйора наступні п'ять сезонів своєї ігрової кар'єри.
Протягом 2013—2017 років захищав кольори клубів «Мезйокйовешд», «Жальгіріс», «Атлантас» та «Сепсі ОСК».
До складу клубу «Кауно Жальгіріс» приєднався 2018 року. Станом на 6 липня 2022 року відіграв за клуб з Каунаса 129 матчів в національному чемпіонаті.

## Виступи за збірну
У 2006 році дебютував в офіційних матчах у складі національної збірної Литви.

## Титули і досягнення
- Чемпіон Литви (7):

ФБК «Каунас»: 2002, 2003, 2004, 2006
«Жальгіріс»: 2014, 2015, 2016
- Володар Кубка Литви (9):

ФБК «Каунас»: 2001–2002, 2004, 2005, 2007–2008
«Жальгіріс»: 2013–2014, 2014–2015, 2015–2016, 2016
«Трансінвест»: 2023
- Чемпіон Угорщини (1):

«Дьйор»: 2012–2013
- Володар Суперкубка Угорщини (1):

«Дьйор»: 2014
- Володар Суперкубка Литви (1):

ФБК «Каунас»: 2016